# Antyklinorium
Antyklinorium − rozległy zespół fałdów, których obwiednia, przynajmniej górna, jest wypukła ku górze, przeciwieństwo synklinorium.
W Polsce uważa się za antyklinorium m.in. cały element wypukły biegnący przez obszar kraju z północnego zachodu na południowy wschód − antyklinorium środkowopolskie, lub tylko jego południowy odcinek − antyklinorium świętokrzyskie i antyklinorium dolnego Sanu.